# Cars (banda sonora)
Cars es el álbum de la banda sonora de la película animada de Disney-Pixar de 2006 del mismo nombre. Publicado por Walt Disney Records el 6 de junio de 2006, nueve canciones de la banda sonora son de artistas populares y contemporáneos. Los estilos de estas canciones varían entre pop, blues, country y rock. Las once piezas restantes son partituras orquestales compuestas y dirigidas por Randy Newman. La banda sonora se estrenó tres días antes del estreno de la película en los cines. 

## Recepción
En la 49.ª edición de los premios Grammy, la banda sonora fue nominada a Mejor Álbum de Banda Sonora Compilatoria, mientras que la versión de John Mayer de "Route 66" también fue nominada a Mejor Interpretación Vocal de Rock Solista y "Our Town" ganó el premio a Mejor Canción Escrita para una Película. Imagen, televisión u otros medios visuales. La pista también fue nominada a Mejor Canción Original en los 79 Premios de la Academia.

## Listas
El 25 de noviembre de 2006, la posición de la banda sonora en el Billboard 200 se disparó del # 126 al # 47, con un aumento de ventas del 209% de 25,000 unidades. Esto probablemente se debió a la temporada navideña y al hecho de que Cars se lanzó en DVD. Esta fue la primera banda sonora de Pixar en lograr la Certificación Gold en los Estados Unidos. Ahora es platino en los EE. UU.
| Chart (2006)                       | Peak position |
| ---------------------------------- | ------------- |
| Austria (Ö3 Austria)               | 72            |
| Francia (SNEP)                     | 180           |
| Estados Unidos (Billboard 200)     | 6             |
| Estados Unidos (Soundtrack Albums) | 2             |

## Lista de canciones
| N.º   | Título                | Escritor(es)  | Duración |  |
| 1.    | «Real Gone»           | Sheryl Crow   | 3:22     |  |
| 2.    | «Route 66»            | Chuck Berry   | 2:52     |  |
| 3.    | «Life Is a Highway»   | Rascal Flatts | 4:37     |  |
| 4.    | «Behind the Clouds»   | Brad Paisley  | 4:09     |  |
| 5.    | «Our Town»            | James Taylor  | 4:07     |  |
| 6.    | «Sh-Boom»             | The Chords    | 2:26     |  |
| 7.    | «Route 66»            | John Mayer    | 3:25     |  |
| 8.    | «Find Yourself»       | Brad Paisley  | 4:11     |  |
| 9.    | «Opening Race»        | Randy Newman  | 2:05     |  |
| 10.   | «McQueen's Lost»      | Randy Newman  | 2:29     |  |
| 11.   | «My Heart Would Know» | Hank Williams | 2:27     |  |
| 12.   | «Bessie»              | Randy Newman  | 0:59     |  |
| 13.   | «Dirt is Different»   | Randy Newman  | 1:28     |  |
| 14.   | «New Road»            | Randy Newman  | 1:17     |  |
| 15.   | «Tractor Tipping»     | Randy Newman  | 1:22     |  |
| 16.   | «McQueen & Sally»     | Randy Newman  | 2:00     |  |
| 17.   | «Goodbye»             | Randy Newman  | 2:42     |  |
| 18.   | «Pre-Race Pageantry»  | Randy Newman  | 1:31     |  |
| 19.   | «The Piston Cup»      | Randy Newman  | 1:52     |  |
| 20.   | «The Big Race»        | Randy Newman  | 3:07     |  |
| 52:28 |                       |               |          |  |